# 이탈리아 U-17 축구 국가대표팀
이탈리아 U-17 축구 국가대표팀(이탈리아어: Nazionale Under-17 di calcio dell'Italia)은 이탈리아를 대표하는 17세 이하의 축구 국가대표팀으로, 이탈리아의 축구 관리 기관인 이탈리아 축구 연맹의 관리를 받는다.  FIFA U-17 월드컵에 8번 참가해 1987년에 4위를 기록했으며, UEFA U-17 축구 선수권 대회에는 20번 참가해 1982년과 2024년에 우승을 차지했다.